# Авача
Ава́ча — река в юго-восточной части полуострова Камчатка. Протяжённость 122 км, площадь бассейна 5090 км². По площади бассейна Авача занимает 18-е место среди рек Камчатского края и 140-е — в России.
На реке Аваче находится город Елизово — административный центр Елизовского района Камчатского края.
На берегах расположены вулканы Бакенинг, Авачинская сопка и Костакан.
Первое картографическое изображение реки создано Иваном Козыревским в 1715 г.

## Гидроним
Название предположительно от ительм. эвыч — «чавыча», которое в свою очередь возможно заимствовано из корякского языка. По другой версии название реки происходит от ительм. «суаачу» (название одного из племен) или «кшуабач» («Залив-Отец», «Отец заливов»). Ранее на картах отмечалась как Сувачу, Савача, Овача, Вовача и др.

## Характеристика
Вытекает из Верхне-Авачинского озера, протекает сперва по узкой горной долине, затем по низменности; образуя небольшую дельту, впадает в Авачинскую губу — бухту Тихого океана, на берегу которой расположен город Петропавловск-Камчатский.
Питание снеговое, дождевое, грунтовое и ледниковое. Замерзает в конце декабря (в устье — в ноябре), вскрывается в марте. Среднегодовой расход воды у города Елизово — 138 м³/с. Зимой характерны зажоры и заторы.
В бассейне реки — 194 небольших озера общей площадью 6,18 км², а также многочисленные минеральные горячие и холодные источники (среди наиболее известных — Тимоновские сернистые горячие источники в среднем течении Авачи; тёплые минерализированные источники «Кехкуйский», «Озёрка», «Тёплый»). В реке нерестятся тихоокеанские лососи. Используется в целях рекреации, на реке популярны туристические сплавы.

## Притоки
Основные притоки: правые — Правая Авача, Корякская; левые — Левая Авача, Пиначевская.
Список притоков (км от устья):
- 3 км: река Красная
- 28 км: река Хуторская
- 29 км: река Половинка
- 32 км: река Пиначевская
- 45,6 км: река Крутая Падь
- 46 км: река Корякская
- 60 км: ручей Перевозчик
- 71 км: река Левая Авача
- 74 км: река Правая Авача
- 78 км: река Схасык
- 92 км: река Туамок
- 96 км: река Падь Сырыцин
- 105 км: река Падь Тимоновская
- 112 км: река Падь Костакан